# Steve Ditko
Stephen Ditko, detto Steve (Johnstown, 2 novembre 1927 – New York, 27 giugno 2018), è stato un fumettista statunitense, noto per essere stato il co-creatore dell'Uomo Ragno e l'ideatore del Dottor Strange.

## Biografia

### Gli inizi della carriera

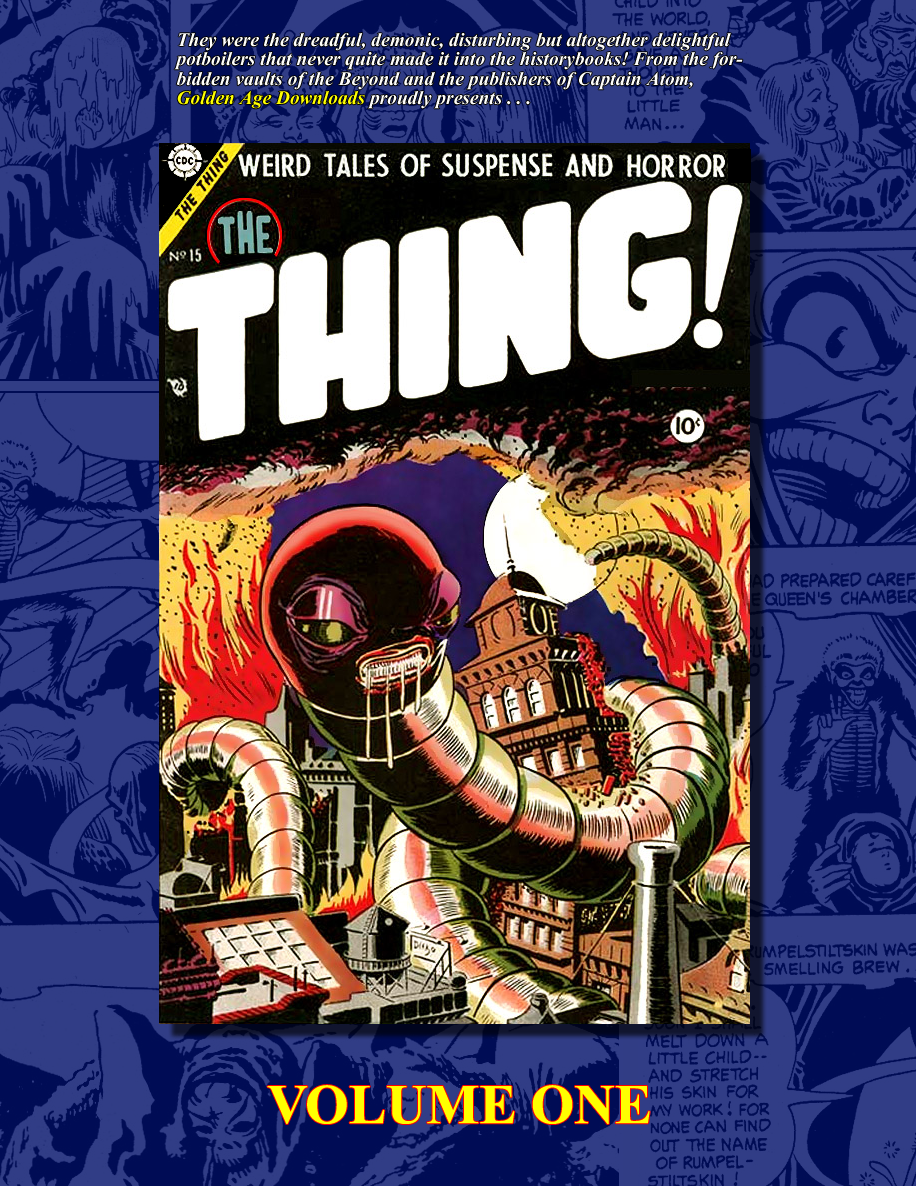
La copertina di Thing disegnata da Steve Ditko, modificata da Simon Kirby per Charlton Horror Library vol. 1.

Figlio di emigrati ucraini la cui famiglia si stabilì in un'area industriale della Pennsylvania (suo padre era operaio in un mulino nell'epoca della Grande depressione), Steve Ditko crebbe con una sorella, Rita, e un fratello minore, Pat. Abile con le mani, alle scuole medie Ditko costruiva modelli in legno di aeroplani tedeschi per aiutare gli avvistatori di aerei della Seconda guerra mondiale. Era influenzato dalle opere dei fumettisti sui quotidiani in particolare da Will Eisner, scrittore e disegnatore di The Spirit, e leggeva i comic books di Batman. Ditko si diplomò alla Johnstown High School nel 1945, e svolse in seguito il servizio militare nella Germania del dopoguerra, dove produceva fumetti fatti a mano da mandare come lettere alla sua famiglia.
Dopo il suo congedo, Ditko studiò alla Cartoonists and Illustrators School (in seguito chiamata School of Visual Arts) a New York, sotto la guida dell'inchiostratore di Batman Jerry Robinson e di altri, cominciando a illustrare professionalmente fumetti nel 1953. Debuttò quasi simultaneamente nella collana Prize Comics delle Crestwood Publications (disegnando e inchiostrando A Hole in the Head su Black Magic Vol. 4, numero 3, dicembre 1953) e alla Harvey Comics (assistendo alle chine l'inchiostratore Mort Meskin sulle matite di Jack Kirby per Captain 3-D numero 1, dicembre 1953). Molti dei primi lavori di Ditko, a partire dalla copertina di Space Adventures numero 10 (primavera 1954) e la storia di 5 pagine "Homecoming" in quel numero, furono per la Charlton Comics, per la quale continuò a lavorare a intermittenza fino alla chiusura della compagnia nel 1986, producendo storie di fantascienza, horror e gialli, co-creando tra l'altro Capitan Atom insieme allo scrittore Joe Gill nel 1960.
Ditko disegnò anche per la Atlas Comics, l'antesignana della Marvel Comics degli anni cinquanta, cominciando con la storia di quattro pagine There'll Be Some Changes Made su Journey into Mystery numero 33 (aprile 1956); questo racconto di debutto è stato ristampato dalla Marvel su Curse of the Weird numero 4 (marzo 1994). Ditko avrebbe continuato a contribuire con una grande quantità di storie, molte delle quali sono considerate dei classici, a Strange Tales della Atlas/Marvel e alle nuove testate Amazing Adventures, Strange Worlds, Tales of Suspense e Tales to Astonish, che aprivano di solito con una storia di mostri disegnata da Kirby, seguita da uno o due racconti di fantascienza dal finale a sorpresa disegnati da Don Heck, Paul Reinman o Joe Sinnott, e chiudevano con una breve storia spesso surreale, a volte autoriflessiva, realizzata da Ditko e dallo scrittore e redattore Stan Lee. Queste bagatelle si dimostrarono talmente popolari che Amazing Adventures venne riformulato affinché presentasse esclusivamente questo tipo di storie a partire dal numero 7 (dicembre 1961), quando la collana venne ribattezzata Amazing Adult Fantasy (nome che intendeva riflettere la sua natura più "sofisticata", come d'altronde il suo nuovo sottotitolo «La rivista che rispetta la tua intelligenza».
Dal 1958 al 1966 (oppure al 1968, le documentazioni divergono), Ditko condivise a Manhattan uno studio tra la 43ª Strada e l'Ottava Avenue con il noto artista fetish Eric Stanton, suo compagno di classe della scuola d'arte. Anche se Ditko ha sempre negato di aver collaborato con Stanton, quando uno dei due artisti era in prossimità di una scadenza di consegna, non era infrequente che l'altro aiutasse il collega a completare il lavoro assegnatogli..
Sin dai primi anni sessanta Steve Ditko rifiutò sempre di essere fotografato o intervistato.

### Marvel Comics

#### Creazione dell'Uomo Ragno
Dopo che il caporedattore della Marvel Comics Stan Lee ebbe ottenuto il permesso dall'editore Martin Goodman di creare un nuovo supereroe in stile "adolescente normale" chiamato "Uomo Ragno" ("Spider-Man"), Lee interpellò originariamente il suo principale disegnatore, Jack Kirby. Kirby raccontò a Lee della sua idea, risalente agli anni cinquanta, per un personaggio chiamato il Ragno d'Argento o l'Uomo Ragno, secondo la quale un ragazzo rimasto orfano trova un anello magico che gli dà dei superpoteri. Lo storico dei fumetti Greg Theakston dice che Lee e Kirby "tennero immediatamente una riunione per la storia" e in seguito Lee ordinò a Kirby di dare corpo al personaggio e di disegnare qualche pagina. "Un giorno o due più tardi", Kirby mostrò a Lee le prime sei tavole e, come ricordò Lee, "Odiavo il modo in cui lo stava facendo. Non che lo facesse male - solo che non era il personaggio che volevo; era troppo eroico".

Lee si rivolse a Ditko, il quale sviluppò un tema visivo che Lee trovò soddisfacente, sebbene Lee in seguito avrebbe sostituito la copertina originale di Ditko con una disegnata da Kirby. Ditko disse, 
(Theakston, Ibid., pag. 13.)

Ditko ricordò anche che: 
(Ditko, Robin Snyder's History of Comics, Ibid.)
Molto tempo prima, in un raro resoconto dell'epoca, Ditko descrisse il suo contributo e quello di Lee in una intervista per corrispondenza con Gary Martin, pubblicata su Comic Fan n. 2 (Estate 1965): "Stan Lee ha inventato il nome. Io ho fatto il costume, gli aggeggi della ragnatela sul polso e il ragno-segnale". Inoltre, Ditko condivideva uno studio a Manhattan con il noto artista feticista Eric Stanton, suo compagno di corso alla scuola d'arte che, in un'intervista del 1988 con Theakston, ricordò che anche se il suo contributo all'Uomo Ragno era "quasi zero", lui e Ditko avevano «lavorato insieme sulle tavole e io aggiunsi qualche idea. Ma tutta la cosa fu creata da Steve da solo [...] Penso di aver aggiunto la faccenda delle ragnatele che gli escono dalle mani».

#### Dottor Strange e altri personaggi
Dopo aver creato l'Uomo Ragno con lo scrittore e redattore Stan Lee su Amazing Fantasy numero 15 (datato agosto 1962) e di lì a breve il Dottor Strange su Strange Tales numero 110 (luglio 1963), Ditko disegnò anche molte storie dell'Incredibile Hulk, prima nel numero finale di The Incredible Hulk (6, marzo 1963), e poi su Tales to Astonish, lanciando la serie del personaggio nel numero 60 (ottobre 1964) sulla testata e continuando fino al numero 67 (maggio 1965). Ditko definì graficamente il principale antagonista di Hulk, il Capo, nel numero 62 (dicembre 1964). Lavorò anche per breve tempo ad Iron Man su Tales of Suspense numeri 47-49, dando a Iron Man la sua prima versione dell'elegante armatura rosso-oro.
Spesso messe in ombra dal suo lavoro su Amazing Spider-Man le storie del "Dottor Strange" di Ditko erano ugualmente notevoli, mostrando surreali paesaggi mistici ed immagini sempre più da trip mentale, che contribuirono a rendere la serie una delle preferite degli studenti universitari, secondo i resoconti dell'epoca. Alla fine, come coautore e poi come unico autore delle trame, nel "Marvel Method", Ditko avrebbe condotto Strange in mondi sempre più astratti, che tuttavia rimanevano con solide basi grazie ai dialoghi attendibili e umanistici, da soap opera avventurosa, di Lee. La gestione di Ditko sul "Dr. Strange" culminò nell'introduzione, in Strange Tales n. 146 (luglio 1966), della grandiosa e durevole invenzione di Eternità, personificazione dell'universo, raffigurato come una maestosa silhouette i cui contorni sono riempiti dal cosmo. (Kirby stava facendo un lavoro simile all'epoca: fu una creazione innovativa, molto tempo prima che simili concetti cosmici divenissero comuni.)
Qualsiasi serie disegnasse, il peculiare stile artistico di Ditko, nitidamente dettagliato ed immediatamente riconoscibile, capace di enfatizzare stati d'animo e ansia, incontrò grande favore presso i lettori. Il personaggio dell'Uomo Ragno e la sua travagliata vita personale si integravano bene con gli interessi di Ditko, che alla fine Lee riconobbe menzionando l'artista come soggettista nell'ultima parte della loro produzione di 38 numeri. Ma dopo quattro anni di lavoro sul titolo, Ditko lasciò la Marvel; da qualche tempo lui e Lee non si parlavano, sebbene i dettagli rimangano incerti. Si è spesso insinuato che la goccia che fece traboccare il vaso sia stato un disaccordo riguardo all'identità segreta di Goblin, ma Ditko stesso ha dichiarato sulla stampa che questo non era accaduto.
Lo scrittore e futuro redattore della Marvel Roy Thomas disse in un'intervista del 1998 che, "Non dimenticherò mai il giorno in cui misi piede in un certo ufficio della Marvel non molto tempo dopo che Ditko se n'era andato, ed ecco John Romita Sr. che disegnava Amazing Spider-Man, Larry Lieber che disegnava lo Spider-Man Annual e Marie Severin che disegnava il 'Dr. Strange', e io scherzai, 'Questa è la stanza di Steve Ditko; ci vogliono tre di voi per fare quello che faceva lui'"

### Charlton e DC Comics
Tornato alla Charlton — dove le pagine venivano pagate di meno ma agli autori era concessa maggiore libertà — Ditko lavorò su personaggi quali Blue Beetle (1967-1968), Question (1967-1968), Capitan Atom (1965-1967, ritornando al personaggio che aveva co-creato nel 1960), e sulle storie di supporto del 1974 per E-Man, Liberty Belle dello scrittore Joe Gill e Killjoy dello stesso Ditko. Con The Question e Killjoy, espresse liberamente la sua personale ideologia, basata sull'oggettivismo di Ayn Rand e sugli scritti del filosofo greco Aristotele. Ditko produsse anche molti lavori per i titoli di fantascienza e dell'orrore della Charlton. Inoltre, nel 1966-1967, disegnò 16 storie per le riviste a fumetti horror della Warren Publishing, la maggior parte delle quali erano fatte usando acquarelli a china. Le storie erano scritte dal defunto Archie Goodwin.
Nel 1967, Ditko diede l'estrema espressione alle sue idee nella forma di Mr. A, pubblicato sul n. 3 della rivista indipendente witzend di Wally Wood. La linea dura nei confronti dei criminali mostrata in queste storie da Ditko era controversa e alienò molti ammiratori, ma egli continuò a produrre storie e singole pagine di Mr. A sino alla fine degli anni settanta. Ditko ritornò sul personaggio di Mr. A ancora una volta nel 2000.
Ditko nel 1968 si trasferì alla DC Comics, dove creò Creeper in Showcase n. 73 (aprile 1968) con lo sceneggiatore Don Segall). Dick Giordano e parecchi altri disegnatori e scrittori della scuderia di Giordano si trasferirono subito dopo. Non è vero che fu Giordano ad attirare Ditko alla DC, sebbene questo sia ampiamente creduto.
Ditko fu anche il co-creatore di Hawk e Dove in Showcase n. 75, lavorando con lo scrittore Steve Skeates, ma lasciò dopo aver disegnato i primi due numeri della loro serie in corso (settembre-novembre 1968). La serie fu poi affidata al disegnatore Gil Kane. Insolitamente per l'epoca, il soggettista e matitista Ditko usò questi tratti caratteristici dei supereroi, affettuosamente ricordati, per esplorare complicati temi etici.
La permanenza di Ditko alla DC fu breve — avrebbe lavorato su tutti e sei i numeri del titolo da lui creato per Creeper, Beware the Creeper (giugno 1968 - aprile 1969), pur lasciando a metà dell'ultimo — e di nuovo, le ragioni della sua partenza sono incerte. Da questo momento fino a tutta la metà degli anni settanta, lavorò in esclusiva per la Charlton e per vari editori della piccola stampa/indipendenti, compresa la nuova azienda Atlas/Seaboard Comics dell'ex editore della Marvel Martin Goodman, dove fu il co-creatore del supereroe The Destructor con lo scrittore Archie Goodwin, e fece le matite di tutti e quattro i numeri della serie omonima (febbraio-agosto 1975), i primi due dei quali furono inchiostrati dal collega Wally Wood, anche lui leggenda del mondo del fumetto.

### Il Ditko dei tempi recenti
Ditko ritornò alla DC Comics nel 1975, creando un titolo dalla vita breve, Shade, the Changing Man (1977-78). Shade fu ripreso più tardi, senza il coinvolgimento di Ditko, nella versione destinata ad un pubblico maturo della Vertigo della DC. Con Paul Levitz (scrittore) e Wally Wood (inchiostratore), partecipò alla creazione di Stalker (1975-76) che durò quattro numeri. Riprese anche Creeper e fece vari altri lavori, come una breve serie di supporto per Demon nel 1979, un lavoro su Legione dei Supereroi nel 1980-81, e storie nelle antologie di horror e fantascienza della DC. Disegnò anche la versione di Prince Gavin di Starman su Adventure Comics numeri 467-478 (1980). Poi tolse le tende e passò a fare lavori per una pluralità di editori, collaborando brevemente con la DC di nuovo nel 1986, con quattro pinup dei suoi personaggi per Who's Who in the DC Universe, una pinup per Superman n. 400 ed un portfolio dei compagni di quest'ultimo personaggio.
Ditko ritornò alla Marvel nel 1979, assumendo la gestione di Machine Man di Jack Kirby e continuando a lavorare come freelance per la società sino alla fine degli anni novanta. Nel 1982, iniziò a lavorare come freelance anche per la Pacific Comics, cominciando con Captain Victory and the Galactic Rangers n. 6 (settembre 1982), in cui introdusse il supereroe Missing Man, con Mark Evanier come sceneggiatore delle trame e dei disegni di Ditko. Le successive storie di Missing apparvero su Pacific Presents numeri 1-3 (ottobre 1982 - marzo 1984), con Ditko che sceneggiò il primo numero e collaborò con Robin Snyder alla sceneggiatura degli ultimi due. Ditko creò anche Mocker per la Pacific, su Silver Star n. 2 (aprile 1983).
Per la Eclipse Comics, realizzò una storia in cui compariva il suo personaggio Static (nessun legame con il successivo personaggio della Milestone Comics) in Eclipse Monthly numeri 1-3 (agosto-ottobre 1983), introducendo il supercriminale Exploder nel n. 2. Con lo scrittore Jack C. Harris, Ditko disegnò la serie di supporto "The Faceless Ones" su Warp della First Comics, numeri 2-4 (aprile-giugno 1983). Lavorando con quello stesso scrittore e con altri, Ditko disegnò una manciata di storie di The Fly, Fly-Girl e Jaguar per The Fly numeri 2-8 (luglio 1983 - agosto 1984), per la collana di supereroi degli anni ottanta della Archie Comics, che ebbe breve durata; in un raro, probabilmente unico caso in tempi recenti di Ditko che inchiostrava un altro artista, inchiostrò le matite di Dick Ayers su una storia di Jaguar su The Fly n. 9 (ottobre 1984).
Nel 1993 realizzò il numero unico della Dark Horse Comics The Safest Place in the World. Per la serie Dark Dominion della Defiant Comics, disegnò il numero 0, che fu distribuito come serie di figurine. Nel 1995 realizzò le matite per una serie in quattro numeri per la Marvel, basata sulla serie TV animata Phantom 2040. Il lavoro comprendeva un poster che fu inchiostrato da John Romita Sr. Una serie fallita presso la Fantagraphics Books, Steve Ditko's Strange Avenging Tales, durò un solo numero, nel 1997.
Ditko si ritirò dal fumetto tradizionale nel 1998, avendo lavorato nei suoi ultimi anni sia su supereroi noti come Namor (in Marvel Comics Presents), sia su personaggi più nuovi, concessi in licenza, come i Mighty Morphin Power Rangers. L'ultimo personaggio tradizionale da lui creato fu Squirrel Girl della Marvel in Marvel Super-Heroes vol. 2, n. 8 (gennaio 1992).
Da allora, i lavori di Ditko eseguiti da solo sono stati pubblicati saltuariamente dall'editore indipendente e amico di vecchia data Robin Snyder, suo ex redattore alla Charlton, alla Archie Comics e alla Renegade Press negli anni ottanta. I libri pubblicati da Snyder hanno incluso Static, The Missing Man, The Mocker e, nel 2002, Avenging World, una raccolta di storie e di saggi che abbraccia 30 anni.
Gli ultimi lavori originali di Ditko per il fumetto tradizionale sono stati: per la Marvel, la storia auto-inchiostrata, di 12 pagine, di Iron Man "A Man's Reach...", dello scrittore Len Wein, nell'albo a fumetti in bianco e nero Shadows Light n. 1 (febbraio 1998); e, per la DC, la storia di 10 pagina dello Spettro "The Depths Of Despair", degli scrittori Bill Mumy e Peter David, inchiostrata da Kevin Nowlan in Legends of the DC Universe 80-Page Giant n. 1 (settembre 1998).

## Vita privata
Fervente sostenitore e difensore dell'oggettivismo, la filosofia di Ayn Rand, Ditko risiedeva a New York dal 2006. Rifiutava di concedere interviste o di fare apparizioni pubbliche a partire dagli anni sessanta, spiegando che, «Quando faccio un lavoro, non è la mia personalità che sto offrendo ai lettori ma i miei disegni. Non è come sono io che conta: è quello che io ho fatto e quanto bene è stato fatto [...] Io produco un prodotto, una storia con disegni a fumetti. Steve Ditko è il marchio». Ha, tuttavia, scritto numerosi saggi per la fanzine di Snyder The Comics.
Ditko venne trovato morto nel suo appartamento a New York il 29 giugno 2018 all'età di 90 anni. Secondo fonti della polizia sarebbe morto due giorni prima del ritrovamento e le cause del decesso sarebbero da attribuire ad infarto miocardico acuto.

## Riconoscimenti
Ditko venne inserito nella Jack Kirby Hall of Fame nel 1990.

## Opere
Come matitista (generalmente ma non esclusivamente auto-inchiostrato), se non diversamente indicato

### Marvel
- Amazing Adventures numeri 1-6; diventa Amazing Adult Fantasy dal n. 7 al n. 14; diventa Amazing Fantasy con il n. 15.
- The Amazing Spider-Man numeri 1-38
- The Amazing Spider-Man Annual numeri 1-2
- Strange Tales numeri 110-111, 114-146 (Dottor Strange)
- Strange Tales Annual n. 2
- The Fantastic Four n. 13 (inchiostra Jack Kirby)
- The Incredible Hulk n. 2 (inchiostra Jack Kirby), n. 6
- Phantom 2040 numeri 1-4 (Uomo Mascherato)
- Tales of Suspense numeri 47-49 (Iron Man)
- Tales to Astonish numeri 60-67 (The Hulk)
- Speedball numeri 1-10

### DC
- Beware the Creeper numeri 1-6
- Hawk and Dove numeri 1-2
- Shade, the Changing Man numeri 1-8
- World's Finest Comics numero 249-55 (sceneggiatura & disegni, serie Creeper)

### Charlton
- Blue Beetle numeri 1-5
- Mysterious Suspense n. 1
- Strange Suspense Stories numeri 75-89 (Capitan Atom)
- Captain Atom numeri 78-89
- Ghostly Haunts, Ghostly Tales, The Many Ghosts of Doctor Graves (la maggior parte dei numeri)

### Warren
- Eerie numeri 3-10 (1966-67)
- Creepy numeri 9-16 (1966-67)

## Eredità
- Ditko ricevette il riconoscimento sullo schermo come co-creatore dell'Uomo Ragno, nella serie di lungometraggi di Spider-Man. In Spider-Man 2 e Spider-Man 3, il padrone di casa o amministratore del palazzo di Peter Parker, interpretato da Elya Baskin, si chiama Mr. Ditkovich.
- I personaggi della DC Comics di Ditko appaiono in un ruolo rilevante nella serie televisiva animata Justice League Unlimited. L'episodio finale mostra Capitan Atom, Creeper, The Question, e Hawk e Dove in una scena di combattimento mentre lavorano insieme, e nell'ultima scena di quell'episodio, in cui i membri della Lega della Giustizia scendono di corsa una rampa di scale alla maniera degli attori che vengono richiamati sul palco al termine di uno spettacolo, i personaggi di Ditko appaiono insieme.
- Nel settembre 2007 Jonathan Ross presentò un documentario di un'ora, In Search of Steve Ditko ("Alla ricerca di Steve Ditko") per il canale di arte BBC Four. Ross, nel suo documentario, notava che si conosce l'esistenza solo di "quattro o cinque" fotografie pubbliche di Ditko e di una registrazione della voce, e che Ditko, che egli aveva incontrato nel corso della produzione, aveva rifiutato di essere intervistato davanti alla telecamera o di essere fotografato.

## Personaggi creati
- Creeper
- Hawk and Dove (co-creatore)
- Shade, the Changing Man
- The Odd Man
- Uomo Ragno (co-creatore)
- Dottor Octopus (co-creatore)
- Dottor Strange (co-creatore)
- Electro (co-creatore)
- Kraven (co-creatore)
- Clea (co-creatore)
- Lizard (co-creatore)
- Static
- The Mocker
- The Missing Man
- The Void
- Shag
- Mysterio (co-creatore)
- Question
- Blue Beetle (Ted Kord)
- Mr. A
- Capitan Atom (co-creatore)
- Killjoy
- Uomo Sabbia (co-creatore)
- Speedball
- Scorpione (co-creatore)
- The Stalker (co-creatore)
- Avvoltoio (co-creatore)
- Dormammu (co-creatore)
- Gorak
- Eternità (co-creatore)
- Squirrel Girl (co-creatore)